# Шапа (город)
Ша́па (также распространено Сапа) (вьет. Sa Pa) — город на северо-западе Вьетнама, в провинции Лаокай.

## География
Расположен в 350 км к северо-западу от Ханоя, вблизи границы с Китаем, на высоте около 1600 м над уровнем моря. Крупный туристический центр. Географически представляет собой довольно живописную местность с уникальным рельефом и природой. Рядом с городом находится высочайший пик Индокитая, вершина Фаншипан. Климат — мягкий и дождливый летом, довольно холодный — зимой. Средняя годовая температура в Шапе составляет 15,4 °C. Самые тёплые месяцы — июль и август, самые холодные — декабрь и январь.
В центре города находится парк с католической церковью по соседству.

## Население
Население города по данным переписи 2009 года составляет 8975 человек. Население округа Шапа — 42 095 человек (на 2003 год). Отличается большим этническим разнообразием, здесь проживают хмонги (52 %), яо (25 %), вьетнамцы (15 %), таи (5 %), зяй (2 %) и некоторые другие этнические группы региона.

## Экономика и транспорт
До 1990-х годов экономика города была основана главным образом на террасном земледелии. Основные продукты сельского хозяйства — рис и кукуруза. Шапа привлекал много туристов ещё во времена французской колонии ввиду мягкого горного климата, однако наиболее быстро туризм стал развиваться только начиная с 1990-х годов. В 1995 году Шапу посетили 4860 туристов, а в 2003 году уже 138 622 человека. Около 79 % туристов являются гражданами Вьетнама и около 21 % — гражданами других государств.
Имеется железнодорожное сообщение с Ханоем (не напрямую, а через близлежащий город Лаокай, до которого необходимо добираться автомобильным транспортом).